# 美和神社 (瀬戸内市長船町東須恵)
美和神社（みわじんじゃ）は、岡山県瀬戸内市長船町東須恵にある神社。祭神は大物主命。式内小社。長船町内にはもう一社同名の美和神社がある。社格は郷社。

## 概要
広高山（166m）の山上に鎮座する。広高山は古来、三和ノ峰と呼ばれており、奈良県の三輪山と同様に神体山として崇められてきた。広高山の北麓には築山古墳・札崎古墳群、南麓にはサザラシ古墳群などの古墳が見られ、周辺は古来より人が住んでいた地域であった。
広高山の名の由来には、神功皇后の愛馬「白鷹」に因んだ以下の伝説がある。神功皇后が牛窓の蕪崎に船で逗留中、白鷹が誤って海に落ちた。白鷹は泳いで北岸に渡り、そのまま山に駆け上がり息絶えた。住民は白鷹を、この山に手厚く葬った。そこで「白鷹山」と呼ばれるようになり、後世、訛って「広高山」となったという。
山頂には磐座があり、奥津磐座と称される。社殿が構えられると、ご神体は本殿に遷座した。磐座の周囲には縦・横各辺11mの正方形に小石が敷き詰められている。
社伝によれば、奈良県桜井市の大神神社から勧請されたと伝えられている。勧請年代は不明である。『延喜式神名帳』、『備前國式社考』によれば神階は従三位、応永（1394年 - 1427年）・明応（1492年 - 1501年）の神階記によれば正三位となっている。
一方、口伝では同市邑久町尻海の広高神社より遷座したと伝えられている。この名残から、秋季大祭では神職・祷主・従者数人が尻海に出向いて海水を浴びて潮垢離を行い、広高神社に酒・米を奉納する儀式が行われている。
戦国時代の永禄年間（1558年 - 1570年）に、日蓮宗を信奉する金川城主の松田左近将監元堅・元賢父子は各寺社に改宗を迫り、拒絶すると弾圧した。八幡神のみは法華勧請の神であるとしたため、当社は広高八幡宮と改称し破却を免れたと伝えられる。以後、江戸時代を通じてこの名称で呼ばれた。明治3年（1870年）に美和神社に復称した。明治6年（1873年）郷社となる。明治40年（1907年）1月27日、神饌幣帛料供進神社に指定される。明治43年（1910年）1月11日、村社・青木神社（祭神：天照大神荒魂）を合祀した。

## 文化財
瀬戸内市指定重要文化財
- 広高八幡宮文字瓦
美和神社境内から出土した瓦で、表面に「天正十三年閏七月拾三日 八幡舞殿建立つかまつり候 すへ畑寺空賢 敬白」と文字が篦で彫られている。
- 美和神社ヤマモモ
樹齢約300年のヤマモモの古木で御神木となっている。根元周囲は約7m、樹高は約10m。平成15年（2003年）3月19日旧長船町指定。